# Arnie Robinson
Pour les articles homonymes, voir Robinson.
Clarence Earl « Arnie » Robinson Jr. (né le 7 avril 1948 à San Diego et mort le 1er décembre 2020 dans la même ville) est un athlète américain, spécialiste du saut en longueur.

## Biographie
Étudiant à l'Université d'État de San Diego, Arnie Robinson remporte le titre de la longueur des Championnats NCAA de 1970. Dès l'année suivante, il décroche la médaille d'or des Jeux panaméricains de Cali avec 8,02 m. Vainqueur des sélections olympiques américaines de 1972, il se classe troisième des Jeux olympiques de Munich (8,03 m), derrière son compatriote Randy Williams (8,24 m) et l'Allemand Hans Baumgartner (8,18 m).
Il remporte à six reprises les championnats de l'Amateur Athletic Union de 1971 à 1978. Régulier au plus haut niveau, Robinson réalise la meilleure performance mondiale de l'année 1974 avec 8,30 m, et pointe au second rang mondial en 1975 avec 8,28 m. Il se classe deuxième des Jeux panaméricains de 1975 derrière le Brésilien João Carlos de Oliveira.
Figurant parmi les favoris des Jeux olympiques de 1976, à Montréal, Arnie Robinson remporte à vingt-huit ans le plus grand succès de sa carrière. Auteur de la meilleure performance de sa carrière en finale avec 8,35 m, il réalise également les trois meilleurs sauts du concours et devance le champion sortant Randy Williams (8,11 m) ainsi que l'Est-allemand Frank Wartenberg (8,02 m).
En 1977, il réussit 8,24 m et remporte la première édition de la Coupe du monde des nations d'athlétisme à Düsseldorf.
Il est élu au Temple de la renommée de l'athlétisme des États-Unis en 2000
Atteint depuis 2005 d'une tumeur cérébrale, il meurt le 1er décembre 2020 à San Diego, de complications liées au Covid-19,.

## Palmarès

### International
| Date | Compétition                | Lieu       | Résultat | Marque |
| ---- | -------------------------- | ---------- | -------- | ------ |
| 1971 | Jeux panaméricains         | Cali       | 1er      | 8,02 m |
| 1972 | Jeux olympiques            | Munich     | 3e       | 8,03 m |
| 1975 | Jeux panaméricains         | Mexico     | 2e       | 7,94 m |
| 1976 | Jeux olympiques            | Montréal   | 1er      | 8,35 m |
| 1977 | Coupe du monde des nations | Düsseldorf | 1er      | 8,19 m |

### National
- Championnats des États-Unis d'athlétisme (AAU) :
  - Saut en longueur  : vainqueur en 1971, 1972, 1975, 1976, 1977 et 1978[7]

- Championnats NCAA : 
  - Saut en longueur : vainqueur en 1970[8]

## Records
| Épreuve          | Performance | Lieu     | Date            |
| ---------------- | ----------- | -------- | --------------- |
| Saut en longueur | 8,35 m      | Montréal | 29 juillet 1976 |